# José Alejandro García
José Alejandro García Varela (ur. 6 stycznia 2000) – gwatemalski zapaśnik walczący w stylu klasycznym.
Zajął dziewiąte miejsce na mistrzostwach świata w 2022. Piąty na igrzyskach Ameryki Środkowej i Karaibów w 2018. Brązowy medalista mistrzostw panamerykańskich w 2023. Wicemistrz panamerykański juniorów w 2018 roku.